# Diogo Fonseca
Diogo Augusto Tavares Fonseca da Costa (sinh ngày 11 tháng 12 năm 1984 ở Ponta Delgada, Azores) là một cầu thủ bóng đá người Bồ Đào Nha thi đấu cho S.C. Praiense ở vị trí tiền đạo trung tâm.